# Парадайвинг
Парада́йвинг (от др.-греч. παρα- «возле, около» и от англ. «diving»: англ. «to dive» — «нырять») — это погружения с аквалангом и специальным снаряжением, подводное плавание для людей с инвалидностью.

## Описание
Парадайвинг — дайвинг, практикуемый инвалидами. Является адаптивным видом спорта. Дайверы-инвалиды передвигаются под водой в основном в тандеме с инструкторами.
Парадайвинг доступен для людей с нарушением слуха, зрения, с поражением опорно-двигательного аппарата, с наличием ДЦП. При занятии парадайвингом укрепляются сердечно-сосудистая, дыхательная, иммунная системы организма.
Парадайвинг позволяет малоподвижным людям реализовать свои потребности в дополнительной физической нагрузке, способствует развитию инвалидного туризма.
Реабилитационные эффекты от парадайвинга — физические, психологические, психотерапевтические: человек с поражением опорно-двигательного аппарата на глубине начинает выполнять такие движения, которые не в состоянии сделать на суше.

Люди, «прикованные» к инвалидной коляске, под водой обретают свободу передвижения, новые способности в управлении своим телом. Развивается мускулатура, восстанавливается координация и нормализуется дыхание
— Аргументы и факты (Югра), 30.07.2018.
Ограничений для занятий парадайвингом «практически нет».
Инвалида, занимающегося дайвингом, принято называть парадайвером.

## Особенности организации занятий
Для организации парадайвинга необходимо:
- специализированные оборудование
- специализированная экипировка
- инструкторы с соответствующим опытом
- определённые условия для проживания парадайверов
- дополнительные меры безопасности при погружениях
- учёт индивидуальных особенностей здоровья дайвингистов-инвалидов[2][7][8]

## Парадайвинг в России

### История
Идея приобщения инвалидов к занятиям дайвингом возникла у руководителей анапского дайв-центра «Аква-Глобус» Татьяны Ананьевой и Оксаны Заму́ла: с них началось «шествие парадайвинга по России».
После принятия в 2011 году государственной программы Российской Федерации «Доступная среда» на 2011—2015 годы в Анапе был создан «Фонд содействия выполнению государственной программы „Доступная среда“». Цель создания этого Фонда — обеспечение посредством занятия дайвингом социальной адаптации и реабилитации инвалидов. Для подготовки российских инструкторов по парадайвингу из Словении был приглашён специалист, имевший 10-летний опыт погружения с инвалидами-колясочниками — президент Международной ассоциации дайверов-инвалидов IAHD Adriatic Бранко Равнак (Branko Ravnak).
Развитие парадайвинга в России было поддержано Всероссийским обществом инвалидов и Российским спортивным союзом инвалидов.

Парадайвинг — не только спорт. Это полноценная программа по восстановлению организма. 
— Из репортажа Первого канала (Россия), 8.12.2017.
По состоянию на 2015 год, в России сертифицированные инструкторы по работе с парадайверами есть в Анапе, Воронеже и Воронежской области, в Ханты-Мансийске, Москве.

### Научные и практические мероприятия по проблемам парадайвинга
- 16 февраля 2013 года в рамках Московского международного фестиваля «Золотой дельфин» (Москва) состоялся семинар «Дорога в парадайвинг», который был организованный Фондом содействия выполнения государственной программы «Доступная среда» при участии Всероссийского общества инвалидов[18]
- В рамках культурной программы Паралимпийских зимних игр 2014 года  (Сочи) для участников и болельщиков была проведена конференция «Возможности дайвинга для людей с инвалидностью»[19][20]
- 19–20 февраля 2015 года в Институте океанологии РАН (Москва) состоялась научно-практическая конференция «Плавание и дайвинг как средства реабилитации лиц с ограниченными возможностями»[12].

### Соревнования
В России соревнования по парадайвингу впервые прошли в Воронеже в 2014 году, став ежегодными, межрегионального уровня.
На международном уровне соревнования состоялись в 2016 году в Анапе.

## Интересный факт
Первую в мире коляску для парадайвинга изобрёл Игорь Скикевич. Коляска, названная «Барракуда», позволяет инвалидам тренироваться на воде и под водой, участвовать в спортивных водных мероприятиях.
В Анапе, в Центре подводного плавания Утриш, эксперт по паратуризму Игорь Скикевич испытал инвалидную коляску для дайвинга.